# ビオメディクス
株式会社ビオメディクス（株式会社ビオメディクス、BIOMEDIX CO.,LTD. ）は、後発医薬品、一般用医薬品の製造販売を行っている株式会社である。

## 概要
本社は東京都港区。後発医薬品・一般用医薬品の製造販売を行っている。

## 設備
- 本社（東京都港区）
- 千葉出荷センター